# Swingfire
Swingfire — була британською керованою по дротах протитанковою ракетою розробленою у 1960-х, яка вироблялася з 1966 до 1993.

## Розробка
Swingfire було розроблено компаніями Fairey Engineering Ltd та British Aircraft Corporation. Вона замінила ракети Vickers Vigilant. У дизайні було поєднано елементи з ракет Vigilant та експериментальної Orange William.
Назва ракети походить з її можливості миттєво обернутися на 90 градусів після пострілу для виходу на лінію наведення. Це означає, що пускова установка може бути прихована, а оператор з портативним прицілом може розташовуватися на дистанції від неї у більш зручній позиції для наведення.
Крім того вона встановлена на бронетранспортерах FV438 Swingfire та Striker, Swingfire також розроблено для запуску з інших платформ:
- FV712, Mk 5 Ferret з 4 ракетами на озброєнні британської армії
- Beeswing — на Land Rover
- Hawkswing — на гелікоптері Lynx [1]
- Golfswing — на невеликій платформі або автомобілі Argocat .

## Бойовий досвід
Swingfire було використано у війні у Затоці  та в іракській війні.

## Заміна у британській армії
Після тривалих обговорень, Swingfire було замінено ракетами Джавелін  у середині 2005 для задоволення нових вимог. Британська армія вклала великі кошти у Джавелін і тепер це основна важка протитанкова система британської армії.

## Специфікація
- Діаметр: 170 мм
- Розмах крил: 0.39 м
- Довжина: 1.07 м
- Вага: 27 кг
- Боеголовка: кумулятивна 7 кг
- Дальність: від 150 м до 4000 м
- Швидкість: 185 м/с [1]
- Наведення: По дротах, спочатку MCLOS, пізніше оновлено до SACLOS, у цій формі система відома як SWIG (Swingfire With Improved Guidance — Swingfire з покращеним наведенням).[1]
- Керування: Управління вектором тяги (TVC)
- Проникнення: 800 мм катаної гомогенної броні[5]
- Вартість одиниці: £7,500[6]

## Оператори

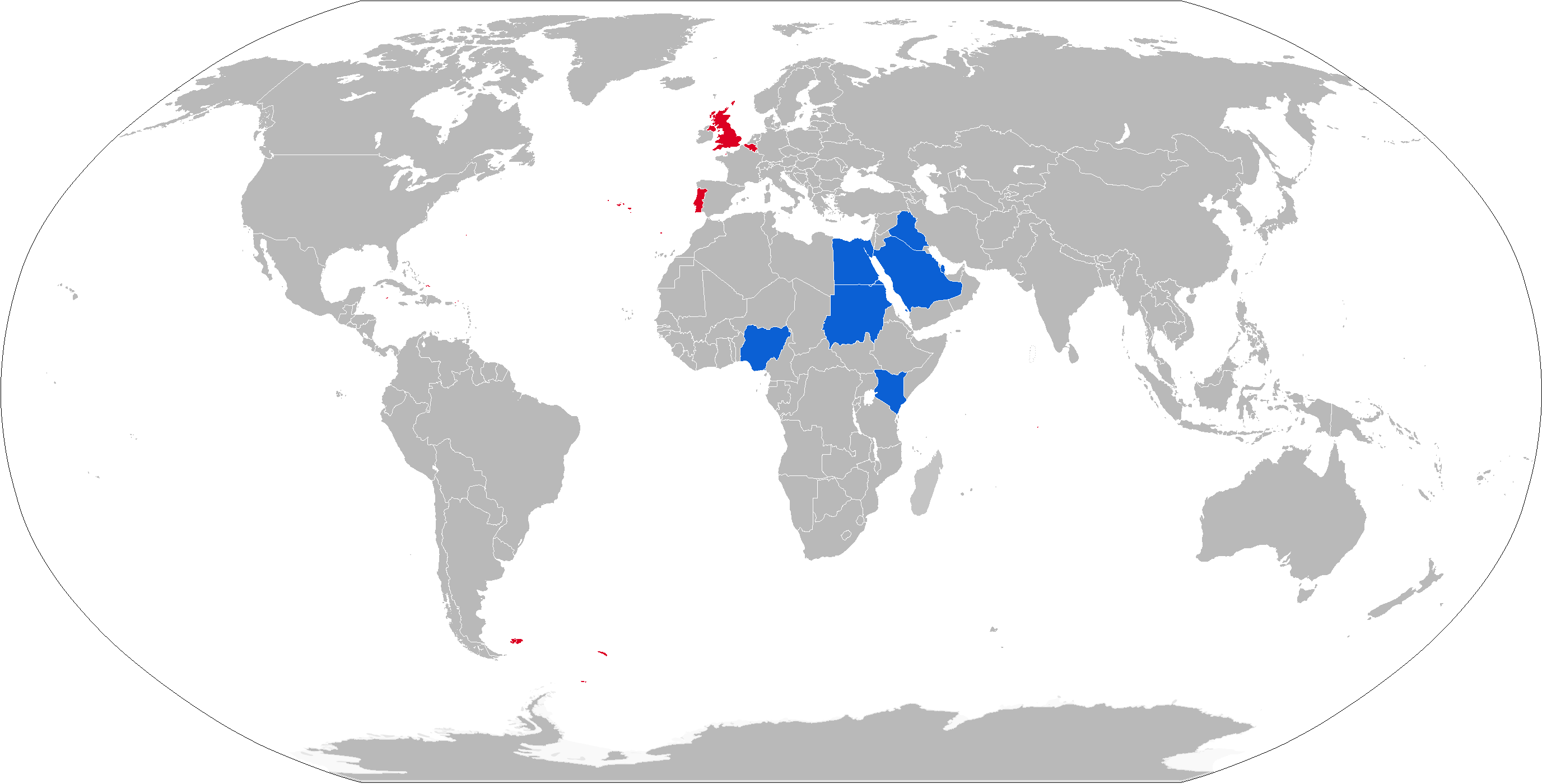
Мапа операторів Swingfire. Поточні — синім кольором, колишні — червоним

### Поточні оператори
- Сухопутні війська Єгипту

 Ракети Swingfire вироблялися у Єгипті по ліцензіїArab-British Dynamics.

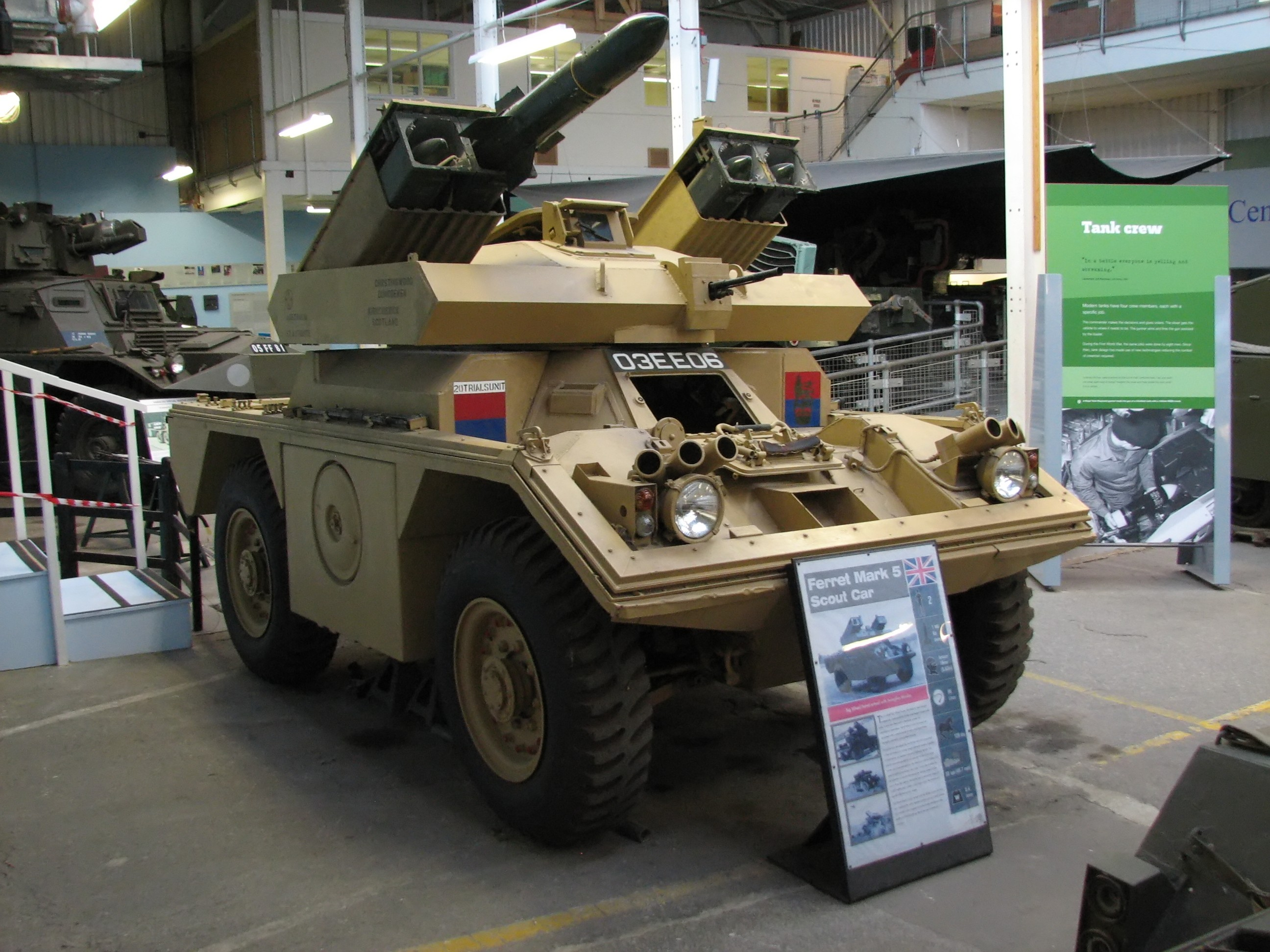
Ferret Mk 5 у танковому музеї, Бовінгтон

- Сухопутні війська Іраку

- Сухопутні війська Кенії

- Сухопутні війська Нігерії

:
- Катар[1]
- Сухопутні війська Саудівська Аравія

- Судан Збройні сили Судану  [9][11]:

### Колишні оператори
- Сухопутні війська Бельгії

* FV102 Striker
- Сухопутні війська Португалії

: Використовувалися на бронетранспортерах Chaimite.
- Сухопутні війська Великої Британії

: FV102 Striker — 5 у готових до стрільби контейнерах. 
 FV438 Swingfire — дві пускові установки 
 Ferret Mk 5 — 4 пускових установки.
- Сухопутні війська Ірану

:

## Проблеми виведення з експлуатації
Swingfire ненавмисно стали предметов розгляду у палатах Парламенту у березні 2002 коли 20 боєголовок, які були зняті з експлуатації, було загублено у Бристольській затоці разом з 8 протитанковими мінами. Боєголовки, з загальною вагою еквівалентною 64,2 кг TNT, не було знайдено.